# Păușești
Păușești là một xã thuộc hạt Vâlcea, România. Dân số thời điểm năm 2002 là 3026 người.